# Beaumetz-lès-Aire
Beaumetz-lès-Aire é uma comuna francesa na região administrativa de Altos da França, no departamento de Pas-de-Calais. Estende-se por uma área de 4,43 km². Em 2010 a comuna tinha 240 habitantes (densidade: 54,2 hab./km²).